# Arthur Penrhyn Stanley

Arthur Penrhyn Stanley, um 1855

Arthur Penrhyn Stanley (* 13. Dezember 1815 in Alderley Edge, Cheshire; † 18. Juli 1881 in London) war ein britischer Kirchenhistoriker, Schriftsteller und Theologe. Stanley war Dekan (Dean) von Westminster von 1863 bis 1881. Sein Hauptaugenmerk galt den Ostkirchen, dem Judentum und dem Islam.

## Leben
Stanley war Sohn des Bischofs von Norwich Edward Stanley und Vetter des Edward Stanley, 2. Baron Stanley of Alderley. Er studierte Theologie in Oxford, wo er für sein Gedicht The gipsies einen Preis errang. Ab 1840 wirkte er als Fellow am University College und wurde 1851 zum Kanonikus von Canterbury sowie 1858 zum Professor der Kirchengeschichte in Oxford erwählt. Daneben war er Kaplan des Bischofs von London und seit 1863 Dechant von Westminster. Als Vertreter einer milden Aufklärung innerhalb des Christentums beteiligte er sich 1872 mit Lebhaftigkeit am Altkatholikenkongress in Köln. Er wurde 1875 zum Lord-Rektor der Universität St. Andrews erhoben. 1876 wurde er in die American Academy of Arts and Sciences gewählt.

## Literarische Tätigkeit
Seine literarische Tätigkeit hatte er mit der Biographie seines Jugendlehrers Thomas Arnold (EA 1844) begonnen.
Es folgten:
- Sermons and essays on the apostolical age (1846, 3. Auflage 1874);
- Historical memorials of Canterbury (1854, 10. Auflage 1883);
- Sinai and Palestine, die Frucht einer Reise nach dem Orient (1856, 4. Auflage 1883);
- Lectures on the history of the Eastern Church (1861, 5. Auflage 1883) und andere.

Nach einer zweiten Reise in den Orient im Jahr 1862 als Begleiter des Prince of Wales veröffentlichte er:
- Scenes of the East (1863);
- Lectures on history of the Jewish Church (1862; 8. Auflage 1884, 3 Bde.);
- Historical memorials of Westminster Abbey (5. Auflage 1882);
- Essays chiefly on questions of church and state from 1850-70 (1870, neue Auflage 1884);
- The Athanasian creed (1871); Lectures on the history of the Church of Scotland (1872);
- Christian institutions (4. Auflage 1883) u. a.

Vielfach Unwillen erregte Stanley 1880 durch das hartnäckige festhalten an seinem Plan, dem Sohne Napoleons III. ein Denkmal in der Westminster Abbey setzen zu lassen, bis ihn endlich der Wille des Parlaments zum Nachgeben nötigte.

## Werke
- Sinai and Palestine. London 1864.
- Lectures on the History of the Eastern Church. 4. Auflage. John Murray, London 1869 (die Erstausgabe des Standardwerkes erschien 1859).
- The History of the Jewish Church. 3 Bände. John Murray, London 1876.
- The Life and Correspondence of Thomas Arnold, D.D., Late Head-Master of Rugby School, and Regius Professor of Modern History in the University of Oxford. 6. Auflage. B. Fellows, London 1846.
- Historical memorials of Westminster Abbey. 5. Auflage. 1882.

## Namensvarianten
Arthur Penrhyn Stanley, Arthur P. Stanley, A. P. Stanley